# Tapetum lucidum

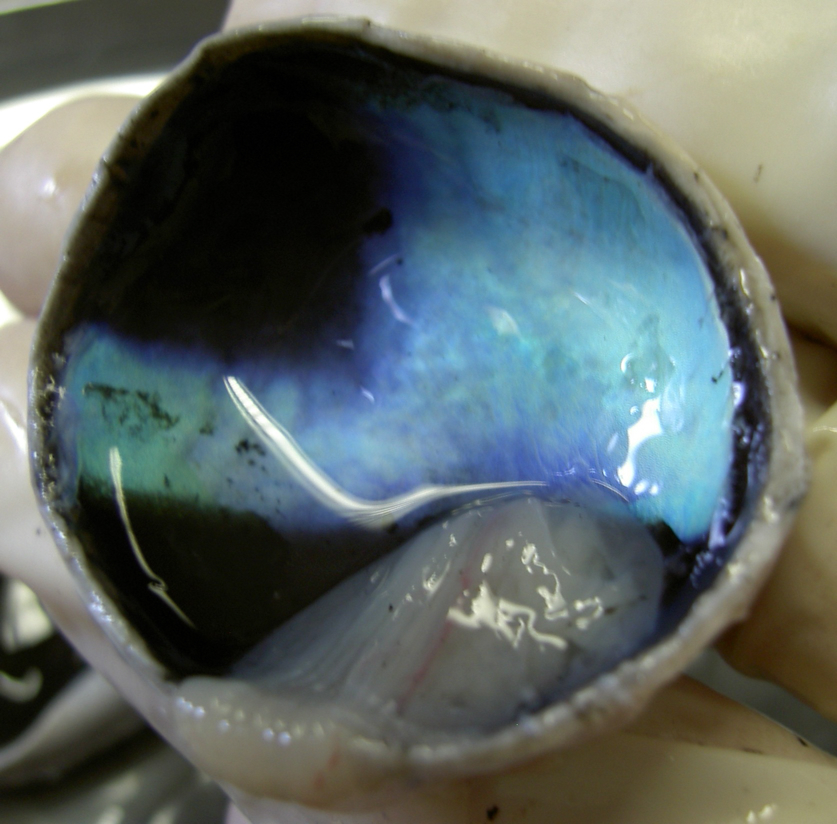
Op dit opengesneden oog van een kalf is het tapetum lucidum te zien als de blauwe kleur

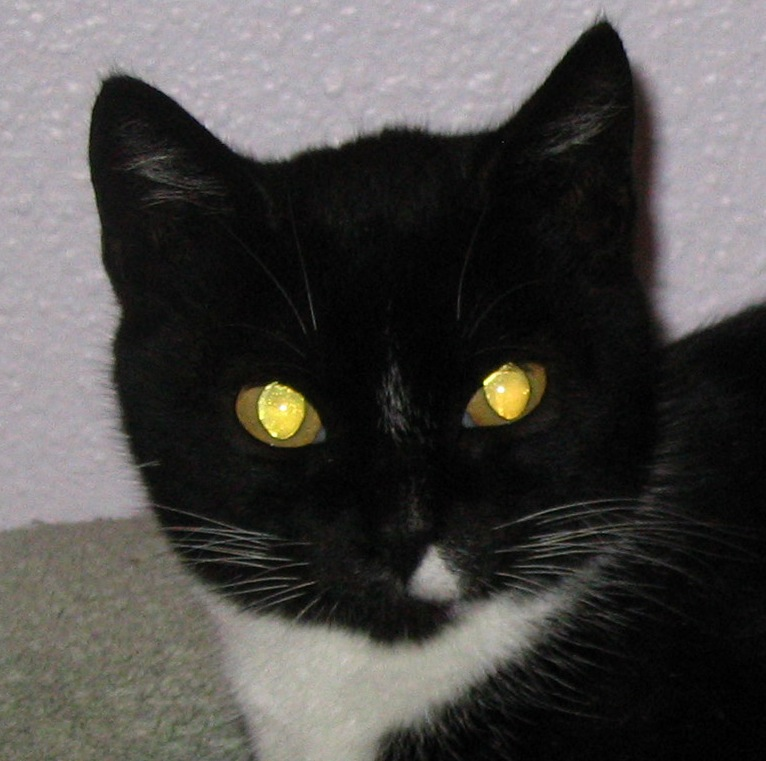
Reflecterende kattenogen

Het tapetum lucidum (Latijn voor 'lichtend tapijt') is een lichtreflecterende laag van cellen direct achter of soms in het netvlies (retina) die het oog in staat stelt beter te zien in het donker.
Het tapetum lucidum kan bestaan uit meerdere laagjes van kleine, dunne en platte cellen die door de aanwezigheid van onder andere guaninekristallen tussen de lamina vasculosa en de lamina chorioideocapillaris van de chorioides van het oog, een spiegelende werking hebben. Dit wordt een tapetum cellulosum genoemd. Dit komt voor bij carnivoren.
Een andere vorm van tapetum is het tapetum fibrosum. Dit zijn bindweefselvezels in plaats van cellen die voor de reflecterende werking zorgen. Door de reflectie wordt de hoeveelheid licht die op het netvlies valt groter waardoor een lichtsterker beeld ontstaat. Door interferentie wordt het beeld echter waziger. Dit komt voor bij de herkauwers en het paard.
Het tapetum lucidum komt alleen voor bij gewervelde dieren die 's nachts actief zijn. Het bekendste voorbeeld is de huiskat, maar ook herten, runderen, honden, vossen, sommige vleermuizen, alle krokodilachtigen en sommige dolfijnen hebben een tapetum lucidum. Het veroorzaakt bij deze dieren de oplichtende blauwe, groene, roze of gele ogen als deze in het donker worden beschenen.
De mens heeft geen tapetum lucidum. Het rode-ogeneffect bij het maken van een foto met een flitser wordt veroorzaakt door overbelichting en reflectie in het vaatvlies (chorioides), waarvan de goede doorbloeding de rode kleur veroorzaakt.